# 朝鮮綁架中國人問題
朝鮮綁架中國人問題，是指1990年代至2000年代北朝鮮當局綁架中國朝鮮族的事件。中國方面對此提出抗議，但北朝鮮當局不承認綁架。同时也多次发生朝鲜越境前往中国绑架其他国籍公民的事件。

## 詳細事件說明
- 在朝鲜生活多年的美军逃兵詹金斯回忆录《告白》中提到1978年夏天，一名在葡属澳门爱都酒店浴室做侍浴女郎的泰国女性阿洛差，被人强行拉到船上绑架到朝鲜，后来她与逃到朝鲜的美军士兵结婚。阿洛差说，被绑架的还有两个亚洲女子。2005年11月15日日本《产经新闻》说，1978年1月与丈夫一起被绑架到朝鲜的韩国女演员崔银姬1988年出版的著作中提到自己曾于1979年在平壤市内的招待所附近，与一个叫孔令譻的自称是中国人的女子谈话。孔令譻工作的宝石店在1978年夏天来了两个自称是日本人的男子，要求她担任观光导游，出手阔绰，孔令譻在工作时间以外帮他们带路。他们说到海边去，孔令譻从海岸上了船，“绕海岸转了几圈后，驶向了外海，被强行拉到在那里等待的一艘大船上，然后就到了北朝鲜”。2005年12月16日出版的杂志《月刊朝鲜》说，日本“救出被北朝鲜绑架日本人全国协议会”副会长西冈力本月中旬访韩时，将从澳门当局获得的孔令譻照片给崔银姬看后，崔银姬认出照片上的人。当时与孔令譻(时年20岁)一起失踪的是一个叫苏妙珍(时年22岁)的女子，也在澳门葡京酒店的大丰珠宝金行工作。根据澳门警察的调查，苏妙珍也是被两个男人用同样的手段骗走的，失去音讯的时间是1978年7月2日。《每日新闻》报道阿洛差与孔、苏二人都是被一个自称“福田”的手持日本护照的男人约出，即使和他说简单的日语，他也没有什么反应，因此可以认定他不是日本人，护照也可能是伪造的[2]。
- 1998年3月6日18時，中華人民共和国吉林省長白縣八道口保健所的一位朝鮮族司機被越境的北朝鮮國境警備隊員綁架，但中國公安尚未作出送還請求。
- 2008年4月、一位中華人民共和國延邊朝鮮族自治州開山屯居住的朝鮮族被朝鮮民主主義人民共和國國家安全保衛部工作人員綁架。
- 2012年中国渔船遭朝鲜劫持事件。
- 2013年中国渔船遭朝鲜劫持事件。